# Adiantum pedatum
Espèce
Adiantum pedatum, aussi appelée Adiante du Canada, Fougère du Canada, Capillaire du Canada ou Adiante pédalée, est une espèce de fougère de la famille des Pteridaceae. Elle est considérée comme la plus belle fougère du Canada, c'est ainsi que dans son Manuel de Floriculture, Phillippe de Vilmorin évoque “sa parfaite rusticité et sa grande élégance”. Elle est originaire des zones tempérées de l'Asie du Sud-Est et de l'Amérique du Nord.

## Description

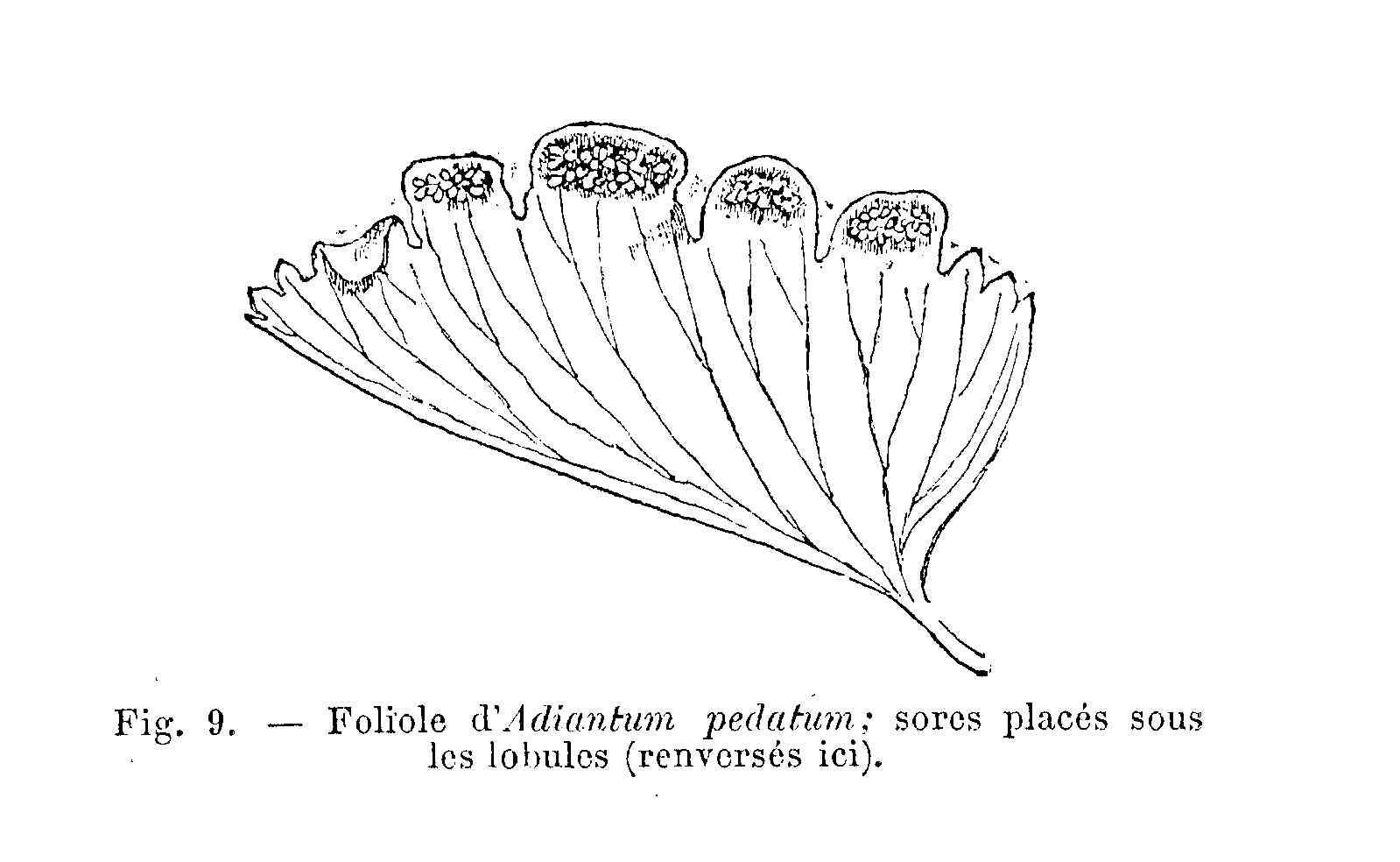
Schéma présentant la localisation des sores

C'est une fougère à rhizome traçant haute de 15 à 70 cm, à tiges érigées, avec fronde archée, “à pétiole extrêmement fin, dressé, noir, se divisant au sommet en deux branches qui s'étendent horizontalement en demi-cercle, portant seulement sur leur côté extérieur des divisions divergentes, garnies de folioles très élégantes, rappelant celles de la Capillaire commune, mais plus allongées”. 
Le feuillage est caduc à semi-persistant. Les frondes à larges folioles sont en forme d'éventail à dents sur des tiges lisses noires.

## Culture
À l'ombre, en sol riche, drainé, toujours frais, légèrement acide. La pousse est lente les deux premières années. 

## Utilisations
Comme plante d'ornement dans un jardin.
Selon Pehr Kalm, botaniste suédois qui voyage en Amérique du Nord à l'été 1749, on se servait du feuillage comme expectorant, en infusion, contre la toux. Ainsi note Kalm : “Je me suis laissé dire par plusieurs personnes à Albany et au Canada, que l'on y fait grand usage de ses feuilles au lieu de thé dans les cas de consomption, de rhume et dans toutes les maladies de la poitrine”.